# 츠나코
츠나코(일본어: つなこ, 1986년 1월 28일 ~ )는 일본의 게임 개발자, 일러스트레이터이다. 주식 회사 아이디아 팩토리 그룹 소속. 오카야마현 출신.

## 인물
2007년 경부터 아이디아 팩토리 그룹에 소속해 있으며, 아이디아 팩토리의 《스펙트럴 진》의 범용 그래픽과 《크로스엣지》일부 캐릭터 디자인을 시작으로, 《트리니티 유니버스》를 통해 본격적으로 데뷔. 아이디아 팩토리의 자회사인 컴파일 하트에서 발매한 《초차원게임 넵튠》의 캐릭터 디자인을 맡았으며 현재 라이트 노벨 《데이트 어 라이브》의 삽화 및 캐릭터 디자인을 맡고 있다.

## 작품

### 게임
- 스펙트럴 진（범용 그래픽 20점)
- 스펙트럴 포스 제네시스 (일부 캐릭터 디자인)
- 크로스 엣지 (일부 캐릭터 디자인, 2D 그래픽)
- 트리니티 유니버스 (캐릭터 디자인, 원화)
- 초차원게임 넵튠 (캐릭터 디자인, 원화)
- 초차원게임 넵튠mk2 (캐릭터 디자인, 원화)
- 신차원게임 넵튠V (캐릭터 디자인, 원화)
- 신차원아이돌 넵튠PP (캐릭터 디자인, 원화)
- 초차차원게임 넵튠 Re;Birth 1 (캐릭터 디자인, 원화)
- 초차차원게임 넵튠 Re;Birth 2 SISTERS GENERATION  (캐릭터 디자인, 원화)
- 초여신신앙 느와르 격신 블랙하트  (캐릭터 디자인, 원화)
- 초차원액션 넵튠 U (캐릭터 디자인, 원화)
- 신차차원게임 넵튠 Re;Birth 3 V CENTURY (캐릭터 디자인, 원화)
- 신차원게임 넵튠 VII (캐릭터 디자인, 원화)

### 삽화
- 데이트 어 라이브 (《후지미 판타지아 문고》, 원작 : 타치바나 코우시)

### 만화
- 만화로 알아보자! 도쿄대식마작입문 (감독 : 이데 요우스케, 2007년 이케다 쇼텐)
- 만화로 알아보자! 도쿄대식마작입문 역의 기억하는 방법 입문 (감독 : 이데 요우스케, 2010년 이케다 쇼텐)
- 만화로 알아보자! 도쿄대식마작입문 勝つ打ち方入門 (감독 : 이데 요우스케, 2010년 이케다 쇼텐)